# Blood Moon: Year of the Wolf
Blood Moon: Year of the Wolf – album kompilacyjny zawierający nowe nagrania nagrane w latach 2013–2014, amerykańskiego rapera Game’a. Ogólnoświatowa premiera odbyła się 14 października 2014 roku. Płyta ukazała się nakładem dwóch wytwórni Blood Money Entertainment i E1 Music.

## Wstęp
W grudniu 2012 roku Game wspólnie z Stat Quo utworzył wytwórnię muzyczną Rolex Records. Wspólnicy byli zmuszeni do zmiany nazwy oraz loga wytwórni, ponieważ firma Rolex wygrała złożony pozew zawierający roszczenia. Obaj raperzy zmienili nazwę firmy na Blood Money Entertainment.

## Promocja
16 czerwca 2014 roku został wydany pierwszy singel promujący album Blood Moon: Year of the Wolf - „Bigger than Me”. Utwór zawiera sample pochodzące z piosenki „Warrior Lord” amerykańskiej grupy muzycznej Poliça. Drugi singel pt. „Or Nah” z gościnnym udziałem Too Shorta, Problem, AV & Erica Bellingera ukazał się 1 lipca 2014 roku. Płyta pierwotnie miała zostać wydana 16 września 2014 r., ale premiera albumu została zmieniona w ostatniej chwili. W międzyczasie raper zapowiedział następny projekt zatytułowany The Documentary 2, którego premiera odbędzie się w styczniu 2015 roku. Game w ramach rekompensaty zrobił konkurs, którego celem było wykonanie okładki do albumu Blood Moon: Year of the Wolf. Zwycięzcą został jeden z użytkowników Instagrama.

## Sprzedaż
Album zadebiutował na 7. miejscu listy Billboard 200 ze sprzedażą 32 885 egzemplarzy w Stanach Zjednoczonych. W drugim tygodniu produkcja spadła na miejsce 31. i sprzedaż wyniosła 9 440 kopii.

## Lista utworów
Źródło.
| #  | Tytuł                 | Producent               | Gościnnie                               | Czas |
| -- | --------------------- | ----------------------- | --------------------------------------- | ---- |
| 1  | „Bigger Than Me”      | Jordan Mosley           |                                         | 5:31 |
| 2  | „F.U.N.”              | Matthew Burnett         |                                         | 3:05 |
| 3  | „Really”              | The MeKanics, OZ        | Yo Gotti, 2 Chainz, Soulja Boy & T.I.   | 5:27 |
| 4  | „Fuck Yo Feelings”    | Ocean & Nova            | Lil Wayne & Chris Brown                 | 3:36 |
| 5  | „On One”              | Isabella Summers        | King Marie & Ty Dolla Sign              | 3:14 |
| 6  | „Married To The Game” | Boi-1da                 | French Montana, Dubb & Sam Hook         | 4:40 |
| 7  | „The Purge”           | Cozmo                   | Stacy Barthe                            | 5:14 |
| 8  | „Trouble On My Mind”  | Cash Jones, Stat Quo    | Dubb & Jake&Papa                        | 2:58 |
| 9  | „Cellphone”           | The MeKanics            | Dubb                                    | 3:59 |
| 10 | „Best Head Ever”      | League of Starz         | Tyga & Eric Bellinger                   | 3:39 |
| 11 | „Or Nah”              | Dre of Cool & Dre       | Too Short, Problem, AV & Eric Bellinger | 4:14 |
| 12 | „Take That”           | Jereme Jay              | Tyga & Pharaoh Jackson                  | 3:04 |
| 13 | „Food For My Stomach” | Duke Dinero             | Dubb & Skeme                            | 4:16 |
| 14 | „Hit Em Hard”         | Amadeus                 | Bobby Shmurda, Freddie Gibbs & Skeme    | 4:41 |
| 15 | „Black On Black”      | The MeKanics, Yung Ladd | Young Jeezy & Kevin Gates               | 5:11 |
| 16 | „Mad Flows”           | Rey Reel                | Skeme                                   | 3:28 |
| 17 | „Bloody Moon”         | Nottz                   |                                         | 3:08 |
| 18 | „I Just Wanna Be”     | Sap                     | Stat Quo, Sap & King Marie              | 4:24 |
| 19 | „Be Nobody Else”      | Sap                     | Stacy Barthe, AV & Uiie                 | 5:08 |

Utwory 16-17 dostępne były w edycji specjalnej, 18. na iTunes, a 19. w sklepach Best Buy.

## Historia pozycji
| Lista (2014)           | Najwyższa pozycja |
| ---------------------- | ----------------- |
| Billboard 200          | 7                 |
| Canadian Albums Chart  | 8                 |
| Top R&B/Hip-Hop Albums | 1                 |
| Independent Albums     | 2                 |
| Top Tastemaker Albums  | 14                |